# 아카데미 각본상

아카데미 각본상(Academy Award for Writing Original Screenplay)은 아카데미상 종류의 하나로, 각본이 잘 된 작품에게 수여된다.

## 수상자와 후보자

### 1940년대
| 연도                                    | 작품 | 작가 |
| --------------------------------------- | --- | ---- |
| 1940 (13회차)                           | |      |
| 《위대한 맥긴티》                       | 프레스턴 스터지스 |      |
| 《엔젤스 오버 브로드웨이》              | 벤 헥트 |      |
| 《에를리히 박사의 마법의 탄환》         | 노먼 번사이드 (원안/각본) 하인즈 헤럴드 (각본) 존 휴스턴 (각본)                                                                       |      |
| 《해외 특파원》                         | 찰스 베넷 조앤 해리슨 |      |
| 《위대한 독재자》                       | 찰리 채플린 |      |
| 1941 (14회차)                           | |      |
| 《시민 케인》                           | 허먼 J. 맹키위츠 오슨 웰스 |      |
| 《데블 앤 미스 존스》                   | 노먼 크래스나 |      |
| 《요크 상사》                           | 해리 챈들리 애벰 핀클 존 휴스턴 하워드 코흐                                                                                           |      |
| 《톨, 다크 앤 핸섬》                    | 칼 턴버그 대럴 웨어 |      |
| 《톰, 딕 앤 해리》                      | 폴 자리코 |      |
| 1942 (15회차)                           | |      |
| 《우먼 오브 더 이어》                   | 마이클 캐닌 링 라드너 주니어 |      |
| 《원 오브 아워 에어크래프트 이즈 미씽》 | 마이클 파월 (각본) 에머릭 프레스버거 (원안/각본)                                                                                      |      |
| 《모로코 가는 길》                      | 프랭크 버틀러 돈 하트먼 |      |
| 《웨이크 아일랜드》                     | W. R. 버넷 프랭크 버틀러 |      |
| 《더 워 어게인스트 미시스 해들리》      | 조지 오펜하이머 |      |
| 1943 (16회차)                           | |      |
| 《프린세스 오루크》                     | 노먼 크라스나 |      |
| 《에어 포스》                           | 더들리 니컬스 |      |
| 《토린호의 운명》                       | 노엘 코워드 |      |
| 《노스 스타》                           | 릴리언 헬먼 |      |
| 《소 프라우들리 위 해일!》              | 앨런 스콧 |      |
| 1944 (17회차)                           | |      |
| 《윌슨》                                | 러마 트로티 |      |
| 《정복 영웅의 환영》                    | 프레스턴 스터지스 |      |
| 《모간 크리크의 기적》                  | 프레스턴 스터지스 |      |
| 《자매와 수병》                         | 리처드 코널 글레이디스 레먼 |      |
| 《죽음의 전투기》                       | 제롬 케이디 |      |
| 1945 (18회차)                           | |      |
| 《마리-루이즈》                         | 리하르트 슈바이처 |      |
| 《딜린저》                              | 필립 요던 |      |
| 《뮤직포 밀리언스》                     | 마일스 코널리 |      |
| 《솔티 오로키》                         | 밀턴 홈스 |      |
| 《왓 넥스트, 코포랄 하그로브?》         | 해리 커니츠 |      |
| 1946 (19회차)                           | |      |
| 《베일 속의 사랑》                      | 뮤리얼 박스 시드니 박스 |      |
| 《블루 달리아》                         | 레이먼드 챈들러 |      |
| 《천국의 아이들》                       | 자크 프레베르 |      |
| 《오명》                                | 벤 헥트 |      |
| 《유토피아로 가는 길》                  | 노먼 파나마 멜빈 프랭크 |      |
| 1947 (20회차)                           | |      |
| 《독신남》                              | 시드니 셸던 |      |
| 《육체와 영혼》                         | 에이브러햄 폴론스키 |      |
| 《이중 생활》                           | 루스 고든 가슨 캐닌 |      |
| 《살인광 시대》                         | 찰리 채플린 |      |
| 《구두닦이》                            | 세르조 아미데이 아돌포 프란치 C. G. 비올라 체사레 차바티니                                                                            |      |
| 1948 (21회차)                           | |      |
| — (수여되지 않음)                       | — (수여되지 않음) |      |
| 1949 (22회차)                           | |      |
| 《배틀그라운드》                        | 로버트 피로시 |      |
| 《졸슨 스토리 2》                       | 시드니 뷰크먼 |      |
| 《전화의 저편》                         | 앨프리드 헤이스 (원안) 페데리코 펠리니 (원안/각본) 세르조 아미데이 (원안/각본) 마르셀로 팔리에로 (원안) 로베르토 로셀리니 (원안/각본) |      |
| 《핌리코행 여권》                       | T. E. B. 클라크 |      |
| 《더 콰이엇 원》                        | 헬렌 레빗 재니스 로브 시드니 마이어스                                                                                                 |      |

### 1950년대
| 연도                         | 작품                                                                              | 각본가 |
| ---------------------------- | --------------------------------------------------------------------------------- | ------ |
| 1950 (23회차)                |                                                                                   |        |
| 《선셋 대로》                | 찰스 브래킷 D.M. 마시먼, Jr. 빌리 와일더                                          |        |
| 《아담의 갈빗대》            | 루스 고든, 가슨 캐닌                                                              |        |
| 《케이지드》                 | 버지니아 켈로그 (원안/각본) 버나드 C. 쇼언필드 (원안)                             |        |
| 《맨》                       | 칼 포먼                                                                           |        |
| 《노 웨이 아웃》             | 조지프 L. 맹키위츠 레서 새뮤얼스                                                  |        |
| 1951 (24회차)                |                                                                                   |        |
| 《파리의 미국인》            | 앨런 제이 러너                                                                    |        |
| 《비장의 술수》              | 빌리 와일더 레서 새뮤얼스 월터 뉴먼                                               |        |
| 《다윗과 밧세바》            | 필립 던                                                                           |        |
| 《고 포 브로크!》            | 로버트 피로시                                                                     |        |
| 《웰》                       | 클래런스 그린 러셀 라우스                                                         |        |
| 1952 (25회차)                |                                                                                   |        |
| 《라벤더 힐 몹》             | T. E. B. 클라크                                                                   |        |
| 《아토믹 시티》              | 시드니 보엠                                                                       |        |
| 《소리의 장벽》              | 테런스 래티건                                                                     |        |
| 《팻과 마이크》              | 루스 고든 가슨 캐닌                                                               |        |
| 《혁명아 자파타》            | 존 스타인벡                                                                       |        |
| 1953 (26회차)                |                                                                                   |        |
| 《타이타닉의 최후》          | 찰스 브래킷 리처드 브린 월터 라이쉬                                               |        |
| 《밴드 웨곤》                | 베티 컴덴 아돌프 그린                                                             |        |
| 《사막의 대진격》            | 리처드 브린                                                                       |        |
| 《운명의 박차》              | 샘 롤프 해럴드 잭 블룸                                                            |        |
| 《테이크 더 하이 그라운드!》 | 밀러드 코프먼                                                                     |        |
| 1954 (27회차)                |                                                                                   |        |
| 《워터프론트》               | 버드 슐버그                                                                       |        |
| 《맨발의 콘테샤》            | 조지프 L. 맹키위츠                                                                |        |
| 《제네비에브》               | 윌리엄 로즈                                                                       |        |
| 《글렌 밀러 스토리》         | 밸런타인 데이비스 오스카 브로드니                                                 |        |
| 《노크 온 우드》             | 노먼 파나마 멜빈 프랭크                                                           |        |
| 1955 (28회차)                |                                                                                   |        |
| 《중단된 멜로디》            | 소냐 레비엔 윌리엄 루드위그                                                       |        |
| 《빌리 밋첼의 군사법원》     | 밀턴 스펄링 에밋 래버리                                                           |        |
| 《언제나 맑음》              | 베티 콤든 아돌프 그린                                                             |        |
| 《윌로씨의 휴가》            | 자크 타티 앙리 마르케                                                             |        |
| 《세븐 리틀 포이스》         | 멜빈 셰블슨 잭 로즈                                                               |        |
| 1956 (29회차)                |                                                                                   |        |
| 《빨간 풍선》                | 앨버트 라모리스                                                                   |        |
| 《볼드 앤 브레이브》         | 로버트 루인                                                                       |        |
| 《줄리》                     | 앤드루 L. 스톤                                                                    |        |
| 《길》                       | 페데리코 펠리니 툴리오 피넬리                                                     |        |
| 《레이디킬러》               | 윌리엄 로즈                                                                       |        |
| 1957 (30회차)                |                                                                                   |        |
| 《디자이닝 우먼》            | 조지 웰스                                                                         |        |
| 《화니 페이스》              | 레너드 거쉬                                                                       |        |
| 《천의 얼굴을 가진 사나이》  | 랠프 휠라이트 (원안) R. l (각본) 이반 고프 (각본) 벤 로버츠 (각본)                |        |
| 《가슴에 빛나는 별》         | 바니 슬레이터 (원안) 조엘 케인 (원안) 더들리 니컬스 (각본)                        |        |
| 《비텔로니》                 | 페데리코 펠리니 (원안/각본) 엔니오 플라이아노 (원안/각본) 툴리오 피넬리 (원안)    |        |
| 1958 (31회차)                |                                                                                   |        |
| 《흑과 백》                  | 네이선 E. 더글러스 해럴드 제이컵 스미스                                           |        |
| 《여신》                     | 패디 차옙스키                                                                     |        |
| 《하우스보트》               | 멜빌 셰블슨 잭 로즈                                                               |        |
| 《대결》                     | 제임스 에드워드 그랜트 (원안/각본) 윌리엄 바워스 (각본)                           |        |
| 《선생님의 애완 동물》       | 페이 캐닌 마이클 캐닌                                                             |        |
| 1959 (32회차)                |                                                                                   |        |
| 《필로우 토크》              | 클래런스 그린 (원안) 모리스 리치린 (각본) 러셀 라우스 (원안) 스탠리 샤피로 (각본) |        |
| 《400번의 구타》             | 프랑수아 트뤼포 (원안/각본) 마르셀 무시 (각본)                                    |        |
| 《북북서로 진로를 돌려라》   | 어네스트 리먼                                                                     |        |
| 《오퍼레이션 페티코트》      | 폴 킹 (원안) 조지프 스톤 (원안) 스탠리 샤피로 (각본) 모리스 리치린 (각본)         |        |
| 《산딸기》                   | 잉마르 베리만                                                                     |        |

### 1960년대
| 연도                               | 작품 | 각본가 |
| ---------------------------------- | --- | ------ |
| 1960 (33회차)                      | |        |
| 《아파트 열쇠를 빌려드립니다》     | I. A. L. 다이아몬드 빌리 와일더 |        |
| 《분노의 침묵》                    | 브라이언 포브스 (각본) 브라이언 리처드 그레그슨 (원안) 마이클 크레이그 (원안)                                                            |        |
| 《팩츠 오브 라이프》               | 노먼 파나마 멜빈 프랭크 |        |
| 《히로시마 내 사랑》               | 마르그리트 뒤라스 |        |
| 《일요일은 참으세요》              | 쥘 다생 |        |
| 1961 (34회차)                      | |        |
| 《초원의 빛》                      | 윌리엄 인지 |        |
| 《병사의 발라드》                  | 발렌틴 요쇼프 그레고리 추크라이 |        |
| 《달콤한 인생》                    | 페데리코 펠리니 (원안/각본) 툴리오 피넬리 (원안/각본) 엔니오 플라이아노 (원안/각본) 브루넬리오 론디 (각본)                               |        |
| 《로베라의 장군》                  | 세르조 아미데이 (각본) 디에고 파비 (각본) 인드로 폰타넬리 (원안/각본)                                                                    |        |
| 《연인이여 돌아오라》              | 스탠트 샤피로 폴 헤닝 |        |
| 1962 (35회차)                      | |        |
| 《이혼 - 이탈리언 스타일》         | 엔니오 데콘치니 피에트로 게르미 알프레도 잔네티                                                                                          |        |
| 《프로이트》                       | 찰스 커프먼 (원안/각본) 볼프강 라인하르트 (각본)                                                                                         |        |
| 《지난 해 마리앙바드에서》         | 알랭 롭-그릴레 |        |
| 《댓 터치 오브 밍크》              | 스탠리 샤피로 네이트 모내스터 |        |
| 《거울을 통해 어렴풋이》           | 잉마르 베리만 |        |
| 1963 (36회차)                      | |        |
| 《서부 개척사》                    | 제임스 웨브 |        |
| 《8½》                             | 페데리코 펠리니 (원안/각본) 엔니오 플라이아노 (원안/각본) 툴리오 피넬리 (각본) 브루넬리오 론디 (각본)                                    |        |
| 《아메리카 아메리카》              | 엘리아 카잔 |        |
| 《나폴리에서의 4일》               | 파스콸레 페스타 캄파닐레 (원안/각본) 마시모 프란치오사 (원안/각본) 내니 루이 (원안/각본) 바스코 프라톨리니 (원안) 카를로 베르나리 (각본) |        |
| 《러브 위드 더 프로퍼 스트레인저》 | 아널드 슐먼 |        |
| 1964 (37회차)                      | |        |
| 파더 구즈                          | 피터 스톤 프랭크 탈로프 |        |
| 《하드 데이즈 나이트》             | 앨런 오웬 |        |
| 원 포테이토, 투 포테이토           | 래피얼 헤이스 (각본) 오빌 H. 햄프턴 (원안)                                                                                               |        |
| 《동지》                           | 아게노레 인크로치 ("Age") 푸리오 카르펠리 마리오 모니첼리                                                                                |        |
| 《리오에서 온 사나이》             | 장폴 라프노 아리안 므누슈킨 다니엘 불랑제 필리프 드 브로카                                                                               |        |
| 1965 (38회차)                      | |        |
| 《달링》                           | 프레더릭 래피얼 |        |
| 《카사노바》                       | 아게노레 인크로치 ("Age") 푸리오 카르펠리 마리오 모니첼리 토니노 게라 조르조 살비오니 수소 체키 다미코                                   |        |
| 《럭키 레이디》                    | 잭 데이비스 켄 애너킨 |        |
| 《대열차 작전》                    | 프랜시스 코언 프랭크 데이비스 |        |
| 《쉘부르의 우산》                  | 자크 데미 |        |
| 1966 (39회차)                      | |        |
| 《남과 여》                        | 클로드 를루슈 (원안/각본) 피에르 위터회벤 (각본)                                                                                         |        |
| 《욕망》                           | 미켈란젤로 안토니오니 (원안/각본) 토니노 게라 (각본) 에드워드 본드 (각본)                                                                |        |
| 《포춘 쿠키》                      | 빌리 와일더 I. A. L. 다이아몬드 |        |
| 《카슘 공방전》                    | 로버트 아드레이 |        |
| 《네이키드 프레이》                | 클리프 존스턴 존 피터스 |        |
| 1967 (40회차)                      | |        |
| 《초대받지 않은 손님》             | 윌리엄 로즈 |        |
| 《우리에게 내일은 없다》           | 데이비드 뉴먼 로버트 벤턴 |        |
| 《디보스 아메리칸 스타일》         | 로버트 코프먼 (원안) 노먼 리어 (각본) |        |
| 《전쟁은 끝났다》                  | 호르헤 셈프룬 |        |
| 《언제나 둘이서》                  | 프레더릭 래피얼 |        |
| 1968 (41회차)                      | |        |
| 프로듀서                           | 멜 브룩스 |        |
| 2001 스페이스 오디세이             | 스탠리 큐브릭 아서 C. 클라크 |        |
| 알제리 전투                        | 프랭코 솔리나스 길로 폰테코보 |        |
| 얼굴들                             | 존 카사베티스 |        |
| 《핫 밀리언스》                    | 아이라 월릭 피터 유스티노프 |        |
| 1969 (42회차)                      | |        |
| 《내일을 향해 쏴라》               | 윌리엄 골드먼 |        |
| 《파트너 체인지》                  | 폴 마저스키 래리 터커 |        |
| 《지옥에 떨어진 용감한 자들》      | 니콜라 바달루코 (원안/각본) 엔리코 메디올리 (각본) 루키노 비스콘티 (각본)                                                                |        |
| 《이지 라이더》                    | 피터 폰다 데니스 호퍼 테리 서던 |        |
| 《와일드 번치》                    | 웰론 그린 (원안/각본) 로이 N. 시크너 (원안) 샘 페킨파 (각본)                                                                             |        |

### 1970년대
| 연도                               | 작품                                                                                                | 각본가 |
| ---------------------------------- | --------------------------------------------------------------------------------------------------- | ------ |
| 1970 (43회차)                      | |        |
| 《패튼 대전차 군단》               | 프랜시스 포드 코폴라 에드먼드 H. 노스                                                               |        |
| 《잃어버린 전주곡》                | "아드리앵 조이스" (원안/각본) Bob Rafelson (원안)                                                   |        |
| 《죠》                             | 노먼 웩슬러                                                                                         |        |
| 《러브스토리》                     | 에리히 세갈                                                                                         |        |
| 《모드의 집에서 하룻밤》           | 에릭 로메르                                                                                         |        |
| 1971 (44회차)                      | |        |
| 《종합병원》                       | 패디 차옙스키                                                                                       |        |
| 《완전범죄》                       | 엘리오 페트리 우고 피로                                                                             |        |
| 《콜걸》                           | 앤디 루이스 데이비드 루이스                                                                         |        |
| 《42년의 여름》                    | 헤르만 로셔                                                                                         |        |
| 《사랑의 여로》                    | 퍼넬러피 질리엇                                                                                     |        |
| 1972 (45회차)                      | |        |
| 《후보자》                         | 제러미 라너                                                                                         |        |
| 《부르주아의 은밀한 매력》         | 루이스 부뉴엘 장클로드 카리에르                                                                     |        |
| 《레이디 싱스 더 블루스》          | 테런스 매클로이 크리스 클라크 수잰 더패스                                                           |        |
| 《마음의 속삭임》                  | 루이 말                                                                                             |        |
| 《젊은 날의 처칠》                 | 칼 포먼                                                                                             |        |
| 1973 (46회차)                      | |        |
| 《스팅》                           | 데이비드 S. 워드                                                                                    |        |
| 《청춘 낙서》                      | 조지 루커스 글로리아 캐츠 윌러드 휴익                                                               |        |
| 《외침과 속삭임》                  | 잉마르 베리만                                                                                       |        |
| 《호랑이를 구하라》                | 스티브 셰건                                                                                         |        |
| 《주말의 사랑》                    | 멜빈 프랭크 (원안/각본) 잭 로즈 (각본)                                                              |        |
| 1974 (47회차)                      | |        |
| 《차이나타운》                     | 로버트 타운                                                                                         |        |
| 《엘리스는 이제 여기 살지 않는다》 | 로버트 게첼                                                                                         |        |
| 《컨버세이션》                     | 프랜시스 포드 코폴라                                                                                |        |
| 《아메리카의 밤》                  | 프랑수아 트뤼포 장 루이 리샤르 수잔느 쉬프만                                                        |        |
| 《해리와 톤토》                    | 폴 마저스키 조시 그린펠드                                                                           |        |
| 1975 (48회차)                      | |        |
| 《뜨거운 오후》                    | 프랭크 피어슨                                                                                       |        |
| 《나는 기억한다》                  | 페데리코 펠리니 (각본) 토니노 게라 (원안/각본)                                                      |        |
| 《그리고 지금 나의 사랑》          | 클로드 를루슈 피에를 위터회벤                                                                       |        |
| 《라이스 마이파더 톨드 미》        | 테드 앨런                                                                                           |        |
| 《바람둥이 미용사》                | 로버트 타운 워런 비티                                                                               |        |
| 1976 (49회차)                      | |        |
| 네트워크                           | 패디 차옙스키                                                                                       |        |
| 사촌들                             | 장-샤를 타셸라 (원안/각본) 대니엘 톰슨 (각색)                                                       |        |
| 프론트                             | 월터 번스타인                                                                                       |        |
| 록키                               | 실베스터 스탤론                                                                                     |        |
| 7인의 미녀                         | 리나 베르트뮐러                                                                                     |        |
| 1977 (50회차)                      | |        |
| 《애니 홀》                        | 우디 앨런 마셜 브리크먼                                                                             |        |
| 《굿바이 걸》                      | 닐 사이먼                                                                                           |        |
| 《살인 연극》                      | 로버트 벤턴                                                                                         |        |
| 《스타 워즈》                      | 조지 루커스                                                                                         |        |
| 《터닝 포인트》                    | 아서 로렌츠                                                                                         |        |
| 1978 (51회차)                      | |        |
| 《귀향》                           | 로버트 C. 존스 (각본) 월도 솔트 (각본) 낸시 다우드 (원안)                                           |        |
| 《가을 소나타》                    | 잉마르 베리만                                                                                       |        |
| 《디어 헌터》                      | 데릭 워시번 (각본) 마이클 치미노 (원안) 데릭 워시번 (원안) 루이스 가핑클 (원안) 퀸 K. 레데커 (원안) |        |
| 《인테리어》                       | 우디 앨런                                                                                           |        |
| 《독신녀 에리카》                  | 폴 마저스키                                                                                         |        |
| 1979 (52회차)                      | |        |
| 《브레이킹 어웨이》                | 스티브 테시히                                                                                       |        |
| 《재즈는 나의 인생》               | 로버트 앨런 아서 (사후 후보) 밥 포스                                                                |        |
| 《용감한 변호사》                  | 밸러리 커틴 배리 레빈슨                                                                             |        |
| 《차이나 신드롬》                  | 마이크 그레이 T. S. 쿡 제임스 브리지스                                                              |        |
| 《맨하탄》                         | 우디 앨런 마셜 브리크먼                                                                             |        |

### 1980년대
| 연도                            | 작품                                                                                          | 각본가 |
| ------------------------------- | --------------------------------------------------------------------------------------------- | ------ |
| 1980 (53회차)                   |                                                                                               |        |
| 멜빈과 하워드                   | 보 골드먼                                                                                     |        |
| 도전                            | W. D. 릭터 (원안/각본) 아서 A. 로스 (원안)                                                    |        |
| 페임                            | 크리스토퍼 고어                                                                               |        |
| 내 미국 삼촌                    | 장 그뤼오 앙리 라보리                                                                         |        |
| 벤자민 일등병                   | 낸시 마이어스 찰스 샤이어 하비 밀러                                                           |        |
| 1981 (54회차)                   |                                                                                               |        |
| 불의 전차                       | 콜린 웰랜드                                                                                   |        |
| 선택                            | 커트 뤼트케                                                                                   |        |
| 미스터 아더                     | 스티브 고든                                                                                   |        |
| 아틀란틱 시티                   | 존 구에르                                                                                     |        |
| 레즈                            | 워런 비티 트레버 그리피스                                                                     |        |
| 1982 (55회차)                   |                                                                                               |        |
| 간디                            | 존 브릴리                                                                                     |        |
| 청춘의 양지                     | 배리 레빈슨                                                                                   |        |
| E.T.                            | 멜리사 매티슨                                                                                 |        |
| 사관과 신사                     | 더글러스 데이 스튜어트                                                                        |        |
| 투씨                            | 래리 겔바트 (원안/각본) 머레이 시스갈 (각본) 돈 맥과이어 (원안)                               |        |
| 1983 (56회차)                   |                                                                                               |        |
| 텐더 머시스                     | 호턴 푸트                                                                                     |        |
| 새로운 탄생                     | 로런스 캐스던 바바라 베네덱                                                                   |        |
| 화니와 알렉산더                 | 잉마르 베리만                                                                                 |        |
| 실크우드                        | 노라 에프런 엘리스 앨런                                                                       |        |
| 위험한 게임                     | 로렌스 라스커 월터 F. 파크스                                                                  |        |
| 1984 (57회차)                   |                                                                                               |        |
| 마음의 고향                     | 로버트 벤턴                                                                                   |        |
| 비버리 힐스 캅                  | 대니얼 페트리 주니어 (원안/각본) 대닐로 바흐 (원안)                                           |        |
| 브로드웨이의 대니 로즈          | 우디 앨런                                                                                     |        |
| 엘 노트                         | 그레고리 노바 (원안) 앤나 토마스 (각본)                                                       |        |
| 스플래시                        | 로웰 갠즈 (각본) 배벌루 맨들 (각본) 브루스 제이 프리드먼 (원안/각본) 브라이언 그레이저 (원안) |        |
| 1985 (58회차)                   |                                                                                               |        |
| 위트니스                        | 윌리엄 켈리 (원안/각본) 얼 월리스 (원안/각본) 패멀라 월리스 (원안)                            |        |
| 백 투 더 퓨처                   | 로버트 저메키스 밥 게일                                                                       |        |
| 브라질                          | 테리 길리엄 톰 스토파드 찰스 매큔                                                             |        |
| 오피셜 스토리                   | 루이스 푸엔소 아이다 보르트니크                                                               |        |
| 카이로의 붉은 장미              | 우디 앨런                                                                                     |        |
| 1986 (59회차)                   |                                                                                               |        |
| 한나와 그 자매들                | 우디 앨런                                                                                     |        |
| 크로커다일 던디                 | 폴 호건 (원안/각본) 켄 섀디 (각본) 존 코넬 (각본)                                             |        |
| 나의 아름다운 세탁소            | 하니프 쿠레이시                                                                               |        |
| 플래툰                          | 올리버 스톤                                                                                   |        |
| 살바도르                        | 올리버 스톤 리처드 보일                                                                       |        |
| 1987 (60회차)                   |                                                                                               |        |
| 문스트럭                        | 존 패트릭 섄리                                                                                |        |
| 굿바이 칠드런                   | 루이 말                                                                                       |        |
| 브로드캐스트 뉴스               | 제임스 L. 브룩스                                                                              |        |
| 희망과 영광                     | 존 부어먼                                                                                     |        |
| 라디오 데이즈                   | 우디 앨런                                                                                     |        |
| 1988 (61회차)                   |                                                                                               |        |
| 레인 맨                         | 로널드 베이스 (각본) 배리 모로 (원안/각본)                                                    |        |
| 빅                              | 개리 로스 앤 스필버그                                                                         |        |
| 19번째 남자                     | 론 셸턴                                                                                       |        |
| 완다라는 이름의 물고기          | 존 클리스 (원안/각본) 찰스 크릭턴 (원안)                                                      |        |
| 허공에의 질주                   | 나오미 포너                                                                                   |        |
| 1989 (62회차)                   |                                                                                               |        |
| 죽은 시인의 사회                | 톰 슐만                                                                                       |        |
| 범죄와 비행                     | 우디 앨런                                                                                     |        |
| 똑바로 살아라                   | 스파이크 리                                                                                   |        |
| 섹스 거짓말 그리고 비디오테이프 | 스티븐 소더버그                                                                               |        |
| 해리가 샐리를 만났을 때         | 노라 에프런                                                                                   |        |

### 1990년대
| 연도                            | 작품 | 각본가 |
| ------------------------------- | --- | ------ |
| 1990 (63회차)                   | |        |
| 사랑과 영혼                     | 브루스 조엘 루빈 |        |
| 중년의 위기                     | 우디 앨런 |        |
| 아발론                          | 배리 레빈슨 |        |
| 그린 카드                       | 피터 위어 |        |
| 메트로폴리탄                    | 윗 스틸만 |        |
| 1991 (64회차)                   | |        |
| 델마와 루이스                   | 캘리 쿠리 |        |
| 보이즈 앤 후드                  | 존 싱글턴 |        |
| 벅시                            | 제임스 토백 |        |
| 피셔 킹                         | 리처드 라그라브네스 |        |
| 그랜드 캐년                     | 로런스 캐스던 멕 캐스던 |        |
| 1992 (65회차)                   | |        |
| 크라잉 게임                     | 닐 조던 |        |
| 부부 일기                       | 우디 앨런 |        |
| 로렌조 오일                     | 닉 엔라이트 조지 밀러 |        |
| 패션 피쉬                       | 존 세일스 |        |
| 용서받지 못한 자                | 데이비드 웹 피플즈 |        |
| 1993 (66회차)                   | |        |
| 피아노                          | 제인 캠피언 |        |
| 데이브                          | 개리 로스 |        |
| 사선에서                        | 제프 맥과이어 |        |
| 필라델피아                      | 론 니스워너 |        |
| 시애틀의 잠 못 이루는 밤        | 제프 아치 (원안/각본) 노라 에프론 (각본) 데이비드 S. 와드 (각본)                                                                    |        |
| 1994 (67회차)                   | |        |
| 펄프 픽션                       | 쿠엔틴 타란티노 (시나리오/각본) 로저 아바리 (시나리오)                                                                              |        |
| 브로드웨이를 쏴라               | 우디 앨런 더글라스 맥그래스 |        |
| 네 번의 결혼식과 한 번의 장례식 | 리처드 커티스 |        |
| 천상의 피조물                   | 피터 잭슨 프랜 월시 |        |
| 세가지 색 제3편 - 레드/박애     | 크시슈토프 키에실로프스키 크시슈토프 피에시에비치                                                                                   |        |
| 1995 (68회차)                   | |        |
| 유주얼 서스펙트                 | 크리스토퍼 매쿼리 |        |
| 브레이브하트                    | 랜들 웰러스 |        |
| 마이티 아프로디테               | 우디 앨런 |        |
| 닉슨                            | 스티븐 J. 리블 크리스토퍼 윌킨슨 올리버 스톤                                                                                        |        |
| 토이 스토리                     | 조스 위던 (각본) 앤드루 스탠턴 (원안/각본) 조엘 코언 (각본) 알렉 소코로브 (각본) 존 래시터 (원안) 피트 닥터 (원안) 조 랜프트 (원안) |        |
| 1996 (69회차)                   | |        |
| 파고                            | 조엘 코언 이선 코언 |        |
| 제리 맥과이어                   | 캐머런 크로 |        |
| 론 스타                         | 존 슬레이브스 |        |
| 비밀과 거짓말                   | 마이크 리 |        |
| 샤인                            | 잔 사디 (각본) 스콧 힉스 (원안) |        |
| 1997 (70회차)                   | |        |
| 굿 윌 헌팅                      | 벤 애플렉 맷 데이먼 |        |
| 이보다 더 좋을 순 없다          | 마크 앤드러스 (원안/각본) 제임스 L. 브룩스 (각본)                                                                                   |        |
| 부기 나이트                     | 폴 토머스 앤더슨 |        |
| 해리 파괴하기                   | 우디 앨런 |        |
| 풀 몬티                         | 사이먼 보포이 |        |
| 1998 (71회차)                   | |        |
| 셰익스피어 인 러브              | 마크 노먼 톰 스토파드 |        |
| 불워스                          | 워런 비티 (원안/각본) 제러미 픽서 (각본)                                                                                            |        |
| 인생은 아름다워                 | 로베르토 베니니 빈첸초 세라미 |        |
| 라이언 일병 구하기              | 로버트 로댓 |        |
| 《트루먼 쇼》                   | 앤드루 니콜 |        |
| 1999 (72회차)                   | |        |
| 《아메리칸 뷰티》               | 앨런 볼 |        |
| 《존 말코비치 되기》            | 찰리 카프먼 |        |
| 《매그놀리아》                  | 폴 토머스 앤더슨 |        |
| 《식스 센스》                   | M. 나이트 샤말란 |        |
| 《뒤죽박죽》                    | 마이크 리 |        |

### 2000년대
| 연도                      | 작품                                                                | 각본가 |
| ------------------------- | ------------------------------------------------------------------- | ------ |
| 2000 (73회차)             |                                                                     |        |
| 《올모스트 페이머스》     | 캐머런 크로                                                         |        |
| 《빌리 엘리어트》         | 리 홀                                                               |        |
| 《에린 브로코비치》       | 수재나 그랜트                                                       |        |
| 《글래디에이터》          | 데이비드 프란조니 (원안/각본) 존 로건 (각본) 윌리엄 니컬슨 (각본)   |        |
| 《유 캔 카운트 온 미》    | 케네스 로너건                                                       |        |
| 2001 (74회차)             |                                                                     |        |
| 《고스포드 파크》         | 줄리언 펠로스                                                       |        |
| 《아멜리에》              | 장피에르 죄네 (원안) 기욤 로랑 (원안/각본)                          |        |
| 《메멘토》                | 크리스토퍼 놀런 (각본) 조너선 놀런 (시나리오)                       |        |
| 《몬스터 볼》             | 밀로 애디카 윌 로코스                                               |        |
| 《로얄 테넌바움》         | 웨스 앤더슨 오언 윌슨                                               |        |
| 2002 (75회차)             |                                                                     |        |
| 《그녀에게》              | 페드로 알모도바르                                                   |        |
| 《파 프롬 헤븐》          | 토드 헤인스                                                         |        |
| 《갱스 오브 뉴욕》        | 제이 콕스 (원안/각본) 케네스 로너건 (각본) 스티븐 제일리언 (각본)   |        |
| 《나의 그리스식 웨딩》    | 니아 발다로스                                                       |        |
| 《이 투 마마》            | 알폰소 쿠아론 카를로스 쿠아론                                       |        |
| 2003 (76회차)             |                                                                     |        |
| 《사랑도 통역이 되나요?》 | 소피아 코폴라                                                       |        |
| 《야만인의 침략》         | 데니 아르캉                                                         |        |
| 《더티 프리티 씽》        | 스티븐 나이트                                                       |        |
| 《니모를 찾아서》         | 앤드루 스탠턴 (원안/각본) 밥 피터슨 (각본) 데이비드 레이놀즈 (각본) |        |
| 《천사의 아이들》         | 짐 셰리던 커스틴 셰리던 나오미 셰리던                               |        |
| 2004 (77회차)             |                                                                     |        |
| 《이터널 선샤인》         | 피에르 비스무트 (원안) 미셸 공드리 (원안) 찰리 카프먼 (원안/각본)   |        |
| 《에비에이터》            | 존 로건                                                             |        |
| 《호텔 르완다》           | 테리 조지 케이어 피어슨                                             |        |
| 《인크레더블》            | 브래드 버드                                                         |        |
| 《베라 드레이크》         | 마이크 리                                                           |        |
| 2005 (78회차)             |                                                                     |        |
| 《크래쉬》                | 폴 해기스 (원안/각본) 바비 모레스코 (각본)                          |        |
| 《굿 나잇 앤 굿 럭》      | 조지 클루니 그랜트 헤슬로브                                         |        |
| 《매치 포인트》           | 우디 앨런                                                           |        |
| 《오징어와 고래》         | 노아 바움백                                                         |        |
| 《시리아나》              | 스티븐 개건                                                         |        |
| 2006 (79회차)             |                                                                     |        |
| 리틀 미스 선샤인          | 마이클 안트                                                         |        |
| 바벨                      | 기예르모 아리아가                                                   |        |
| 이오지마에서 온 편지      | 폴 해기스 (원안) 야마시타 아이리스 (원안/각본)                      |        |
| 판의 미로                 | 기예르모 델 토로                                                    |        |
| 더 퀸                     | 피터 모건                                                           |        |
| 2007 (80회차)             |                                                                     |        |
| 주노                      | 디아블로 코디                                                       |        |
| 내겐 너무 사랑스러운 그녀 | 낸시 올리버                                                         |        |
| 마이클 클레이튼           | 토니 길로이                                                         |        |
| 라따뚜이                  | 브래드 버드                                                         |        |
| 세비지스                  | 타마라 젠킨스                                                       |        |
| 2008 (81회차)             |                                                                     |        |
| 밀크                      | 더스틴 랜스 블랙                                                    |        |
| 프로즌 리버               | 코트니 헌트                                                         |        |
| 해피 고 럭키              | 마이크 리                                                           |        |
| 킬러들의 도시             | 마틴 맥도나                                                         |        |
| '월-E                     | 앤드루 스탠턴 (원안/각본) 짐 리어든 (각본) 피터 닥터 (원안)         |        |
| 2009 (82회차)             |                                                                     |        |
| 허트 로커                 | 마크 볼                                                             |        |
| 바스터즈: 거친 녀석들     | 쿠엔틴 타란티노                                                     |        |
| 메신저                    | 알레산드로 카몬 오렌 무버만                                         |        |
| 시리어스 맨               | 조엘 코언 이선 코언                                                 |        |
| 업                        | 밥 피터슨 (원안/각본) 피트 닥터 (원안/각본) 토머스 매카시 (원안)    |        |

### 2010년대
| 연도                              | 작품                                                                                  | 각본가 |
| --------------------------------- | ------------------------------------------------------------------------------------- | ------ |
| 2010 (83회차)                     |                                                                                       |        |
| 킹스 스피치                       | 데이비드 세이들러                                                                     |        |
| 어나더 이어                       | 마이크 리                                                                             |        |
| 파이터                            | 스콧 실버 (각본) 폴 타마시 (시나리오/각본) 에릭 존슨 (각본) 키이스 도링턴 (원안)      |        |
| 인셉션                            | 크리스토퍼 놀런                                                                       |        |
| 에브리바디 올라잇                 | 리사 촐로덴코 스튜어트 블럼버그                                                       |        |
| 2011 (84회차)                     |                                                                                       |        |
| 《미드나잇 인 파리》              | 우디 앨런                                                                             |        |
| 《아티스트》                      | 미셸 하자나비시우스                                                                   |        |
| 《내 여자친구의 결혼식》          | 크리스틴 위그 애니 머멀로                                                             |        |
| 《마진 콜: 24시간, 조작된 진실》  | J. C. 챈더                                                                            |        |
| 《씨민과 나데르의 별거》          | 아시가르 파르하디                                                                     |        |
| 2012 (85회차)                     |                                                                                       |        |
| 《장고: 분노의 추적자》           | 쿠엔틴 타란티노                                                                       |        |
| 《아무르》                        | 미하엘 하네케                                                                         |        |
| 《플라이트》                      | 존 거틴즈                                                                             |        |
| 《문라이즈 킹덤》                 | 웨스 앤더슨 로만 코폴라                                                               |        |
| 《제로 다크 서티》                | 마크 볼                                                                               |        |
| 2013 (86회차)                     |                                                                                       |        |
| 《그녀》                          | 스파이크 존즈                                                                         |        |
| 《아메리칸 허슬》                 | 에릭 워런 싱어 데이비드 O. 러셀                                                       |        |
| 《블루 재스민》                   | 우디 앨런                                                                             |        |
| 《달라스 바이어스 클럽》          | 크레이그 보튼 멜리사 월랙                                                             |        |
| 《네브래스카》                    | 밥 넬슨                                                                               |        |
| 2014 (87회차)                     |                                                                                       |        |
| 《버드맨》                        | 알레한드로 곤살레스 이냐리투 니콜라스 자코보네 알렉산더 드널라리스 주니어 아르만도 보 |        |
| 《보이후드》                      | 리처드 링클레이터                                                                     |        |
| 《폭스캐처》                      | E. 맥스 프라이 댄 퓨터먼                                                              |        |
| 《그랜드 부다페스트 호텔》        | 웨스 앤더슨 (원안/각본) 휴고 귀네스 (원안)                                            |        |
| 《나이트크롤러》                  | 댄 길로이                                                                             |        |
| 2015 (88회차)                     |                                                                                       |        |
| 《스포트라이트》                  | 톰 매카시 조시 싱어                                                                   |        |
| 《스파이 브릿지》                 | 맷 차먼 이선 코언 조엘 코언                                                           |        |
| 《엑스 마키나》                   | 앨릭스 갈랜드                                                                         |        |
| 《인사이드 아웃》                 | 피트 닥터 멕 러포브 조시 쿨리 로니 델카르멘                                           |        |
| 《스트레이트 아웃 오브 컴턴》     | 조너선 허먼 앤드리아 벌로프 S. 리 새비지 앨런 웽커스                                  |        |
| 2016 (89회차)                     |                                                                                       |        |
| 《맨체스터 바이 더 씨》           | 케네스 로너건                                                                         |        |
| 《20세기 여인들》                 | 마이크 밀스                                                                           |        |
| 《라라랜드》                      | 데이미언 셔젤                                                                         |        |
| 《로스트 인 더스트》              | 테일러 셰리던                                                                         |        |
| 《더 랍스터》                     | 요르고스 란티모스 에프티미스 필리푸                                                   |        |
| 2017 (90회차)                     |                                                                                       |        |
| 《겟 아웃》                       | 조던 필                                                                               |        |
| 《빅 식》                         | 에밀리 V. 고든 쿠마일 난지아니                                                        |        |
| 《레이디 버드》                   | 그레타 거윅                                                                           |        |
| 《셰이프 오브 워터: 사랑의 모양》 | 기예르모 델 토로 (원안/각본) 버네사 테일러                                            |        |
| 《쓰리 빌보드》                   | 마틴 맥도나                                                                           |        |
| 2018 (91회차)                     |                                                                                       |        |
| 《그린 북》                       | 브라이언 커리 피터 패럴리 닉 발레롱가                                                 |        |
| 《더 페이버릿: 여왕의 여자》      | 데보라 데이비스 토니 맥너마라                                                         |        |
| 《퍼스트 리폼드》                 | 폴 슈레이더                                                                           |        |
| 《로마》                          | 알폰소 쿠아론                                                                         |        |
| 《바이스》                        | 애덤 매케이                                                                           |        |
| 2019 (92회차)                     |                                                                                       |        |
| 《기생충》                        | 봉준호 (원안/각본) 한진원                                                             |        |
| 《나이브스 아웃》                 | 라이언 존슨                                                                           |        |
| 《결혼 이야기》                   | 노아 바움백                                                                           |        |
| 《1917》                          | 샘 멘데스 크리스티 윌슨케언스                                                         |        |
| 《원스 어폰 어 타임 인 할리우드》 | 쿠엔틴 타란티노                                                                       |        |

### 2020년대
| 연도                               | 작품                                                                          | 각본가 |
| ---------------------------------- | ----------------------------------------------------------------------------- | ------ |
| 2020/21 (93회차)                   |                                                                               |        |
| 《프라미싱 영 우먼》               | 에머럴드 피넬                                                                 |        |
| 《유다 그리고 블랙 메시아》        | 윌 버슨 (원안/각본) 샤카 킹 (원안/각본) 키스 루커스 (원안) 케니 루커스 (원안) |        |
| 《미나리》                         | 정이삭                                                                        |        |
| 《사운드 오브 메탈》               | 에이브러햄 마더 (각본) 데리어스 마더 (원안/각본) 데릭 시언프랜스 (원안)       |        |
| 《트라이얼 오브 더 시카고 7》      | 아론 소킨                                                                     |        |
| 2021 (94회차)                      |                                                                               |        |
| 《벨파스트》                       | 케네스 브래나                                                                 |        |
| 《돈 룩 업》                       | 애덤 매케이 (원안/각본) 데이비드 시로타 (원안)                                |        |
| 《킹 리차드》                      | 잭 베일린                                                                     |        |
| 《리코리쉬 피자》                  | 폴 토머스 앤더슨                                                              |        |
| 《사랑할 땐 누구나 최악이 된다》   | 에스킬 복트 요아킴 트리에르                                                   |        |
| 2022 (95회차)                      |                                                                               |        |
| 《에브리씽 에브리웨어 올 앳 원스》 | 다니엘 콴 다니엘 샤이너트                                                     |        |
| 《이니셰린의 밴시》                | 마틴 맥도나                                                                   |        |
| 《파벨만스》                       | 토니 쿠슈너 스티븐 스필버그                                                   |        |
| 《타르》                           | 토드 필드                                                                     |        |
| 《슬픔의 삼각형》                  | 루벤 외스틀룬드                                                               |        |
| 2023 (96회차)                      |                                                                               |        |
| 《추락의 해부》                    | 쥐스틴 트리에 아서 하라리                                                     |        |
| 《바튼 아카데미》                  | 데이비드 헤밍슨                                                               |        |
| 《마에스트로 번스타인》            | 브래들리 쿠퍼 조시 싱어                                                       |        |
| 《메이 디셈버》                    | 새미 버치 (원안/각본) 앨릭스 머캐닉 (원안)                                    |        |
| 《패스트 라이브즈》                | 셀린 송                                                                       |        |

## 같이 보기
- 아카데미 원작상
- 골든 글로브 각본상